# Gartenhaus

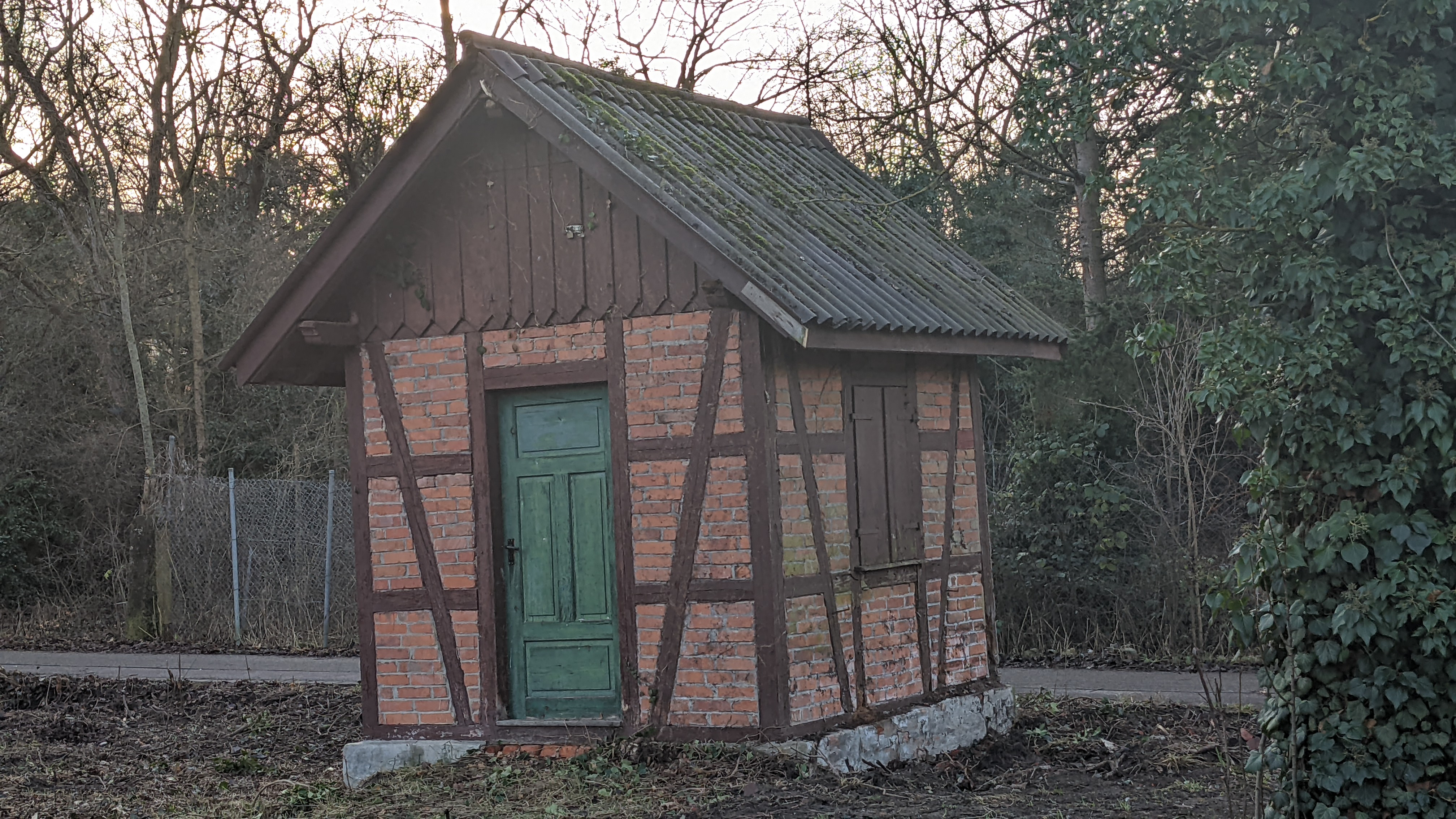
Schlichtes Gartenhaus in Fachwerkbauweise (Rothenburg ob der Tauber)

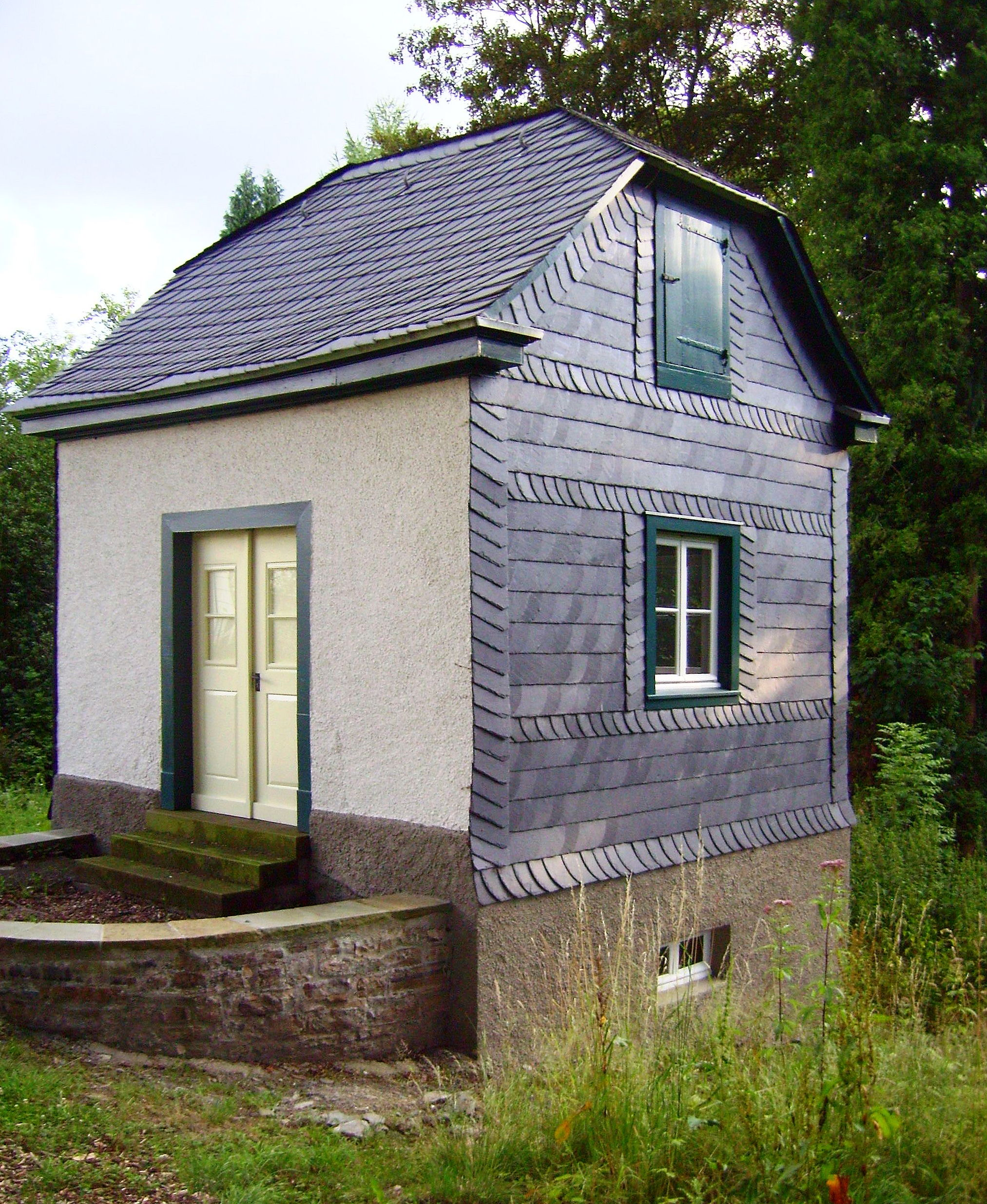
Gartenhäuschen Königstraße in Arnsberg

Ein Gartenhaus ist ein kleines Gebäude, das zunächst in einem Garten zur Unterbringung von Gartengeräten gedacht war. Später wurde das Gartenhaus als  Gartensaal zum Schutz gegen Witterung oder für einfache Wohnzwecke errichtet wurde, ist in der Barockzeit oft differenziert gestaltet und bedeutend groß. Es kann dann als Belvedere, Aussichtstempel, als Pavillon oder Lustschloß am Abschluss einer Gartenanlage stehen. Sonderformen nehmen dem damaligen Zeitgeschmack entsprechend auch ostasiatischen Formen an („Pagode“, „Chinesisches Haus“). Größere Anlagen von Gartenhäusern, oft noch mit Flügeln oder mit im Kreis geschlossenen Anbauten („Zirkel“) versehen, nennt man manchmal auch Orangerie.

Abweichend von dieser Grundbedeutung kann mit Gartenhaus auch ein gewöhnliches Wohnhaus gemeint sein, das im Garten bzw. auf dem Grundstück hinter dem der Straße zugewandten Haupthaus angeordnet ist. Insbesondere bei den Berliner Mietskasernen ist diese Terminologie verbreitet. Ein Berliner Gartenhaus ist ein  mehrstöckiges Hinterhaus, welches die Parzelle hinten querstehend abschließt.

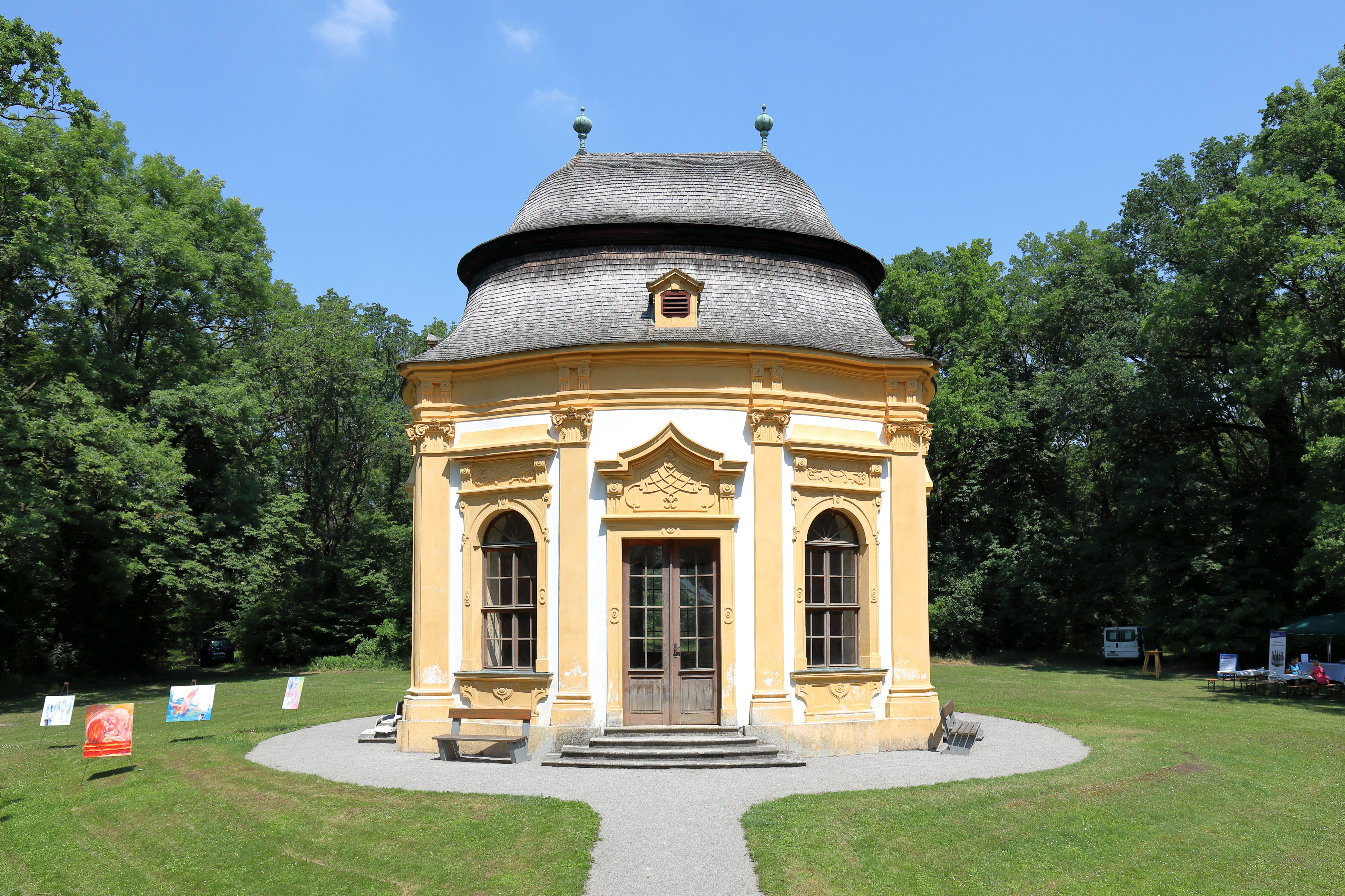
Barockes Gartenhaus in einem Jagdstern. Schlossanlage Siebenbrunn.

## Geschichte
Gartenhäuschen im klassizistischen Stil wurden in der ersten Hälfte des 19. Jahrhunderts in den Gärten der Bürgerhäuser errichtet. Sie dienten der Erholung sowie zur bürgerlichen Repräsentation. Praktischen Nutzen hatten die Keller der Häuschen auch als Weinkeller. 
Oftmals ließen vor allem im 19. Jahrhundert begüterte Bürger ein Gartenhaus im gleichen Stil wie ihr Wohnhaus errichten.

## Bauweise und Vorschriften
Übliche Bauweise ist massives Mauerwerk oder Holz. Für eine Betonbauweise gibt es Bausätze aus vorgefertigten Massivbauteilen. Holzhäuschen werden oft als Fertigbausatz z. B. im Baumarkt verkauft. Wird vor dem Aufbau ein Fundament gelegt, verlängert dies im Allgemeinen die Haltbarkeit und Stabilität eines Holzgartenhauses.
Von Bedeutung ist außerdem der Ort, an dem ein neues Gartenhaus errichtet werden soll. Während in Kleingartenanlagen das Bundeskleingartengesetz und die Vereinssatzung relevant ist, gilt für Gartenhäuser anderenorts die Bauordnung des jeweiligen Bundeslandes. Außerhalb von Kleingärten gelten je nach Bundesland verschiedene Obergrenzen für verfahrensfreies Bauen. Beispielsweise darf ein im Innenbereich gelegenes Gartenhaus in Bayern einen Brutto-Rauminhalt von 75 Kubikmeter nicht überschreiten; in Hessen dagegen nur 30 Kubikmeter. Größere Gartenhäuser bedürfen einer Baugenehmigung. Zu beachten sind außerdem örtliche Bebauungspläne und Vorgaben der Bauordnung zu verfahrensfreiem Bauen und Abstandsflächen.
Das Bundeskleingartengesetz lässt ausdrücklich ein Laube genanntes Häuschen in einfacher Ausführung mit höchstens 24 Quadratmetern Grundfläche einschließlich überdachtem Freisitz zu. Auch darf das Häuschen in seiner Beschaffenheit, insbesondere in seiner Ausstattung und Einrichtung, nicht als Dauerwohnsitz geeignet sein. Viele Kleingartenanlagen verfügen aus diesem Grunde nicht über Anschlüsse an Kanalisation und Stromnetz. Wasserversorgung gibt es oft nicht ganzjährig, sondern nur in der warmen Jahreszeit.
Allerdings wurde in der Vergangenheit in dieser Frage großzügiger verfahren, und ggf. besteht für solche Häuschen weiterhin Bestandsschutz; mitunter werden sie noch immer dauerhaft bewohnt. So wurden im Zweiten Weltkrieg und in den ersten Nachkriegsjahren zahlreiche gartenlaubenähnliche »Behelfsheime« in Eigenleistung errichtet und bestehende Gartenlauben für Wohnzwecke erweitert und ausgebaut. Hierfür war damals keine reguläre Baugenehmigung erforderlich, allerdings waren der zulässigen Größe und Ausstattung hierbei enge Grenzen gesetzt. Einige noch vorhandene Kleingartensiedlungen gehen im Kern auf damals entstandene Behelfsheimsiedlungen zurück. Da im Außenbereich und in Kleingartensiedlungen in der Regel keine Wohnhäuser zulässig sind und viele Bauten nachträglich erweitert wurden, kommt es häufig zu Rechtsstreitigkeiten darüber, ob diese Bestandsschutz genießen. Dies gilt insbesondere bei Bauten, die zwar ohne Baugenehmigung, jedoch im Rahmen der jeweiligen landesrechtlichen Regelungen verfahrensfrei errichtet wurden. Um späteren Konflikten vorzubeugen, empfiehlt sich die Rücksprache mit der zuständigen Bauaufsichtsbehörde. Offen bleibt oft auch die Frage, ob ein etwaiger Bestandsschutz an die ursprünglichen Nutzer gebunden ist.
Auch in der DDR wurden zahlreiche »Datschen« errichtet, die zum Teil deutlich größer waren und auch zum dauernden Wohnen eingerichtet sein durften. Diese Bauten genießen Bestandsschutz und werden daher mitunter noch legal als dauerhafte Wohnung genutzt.

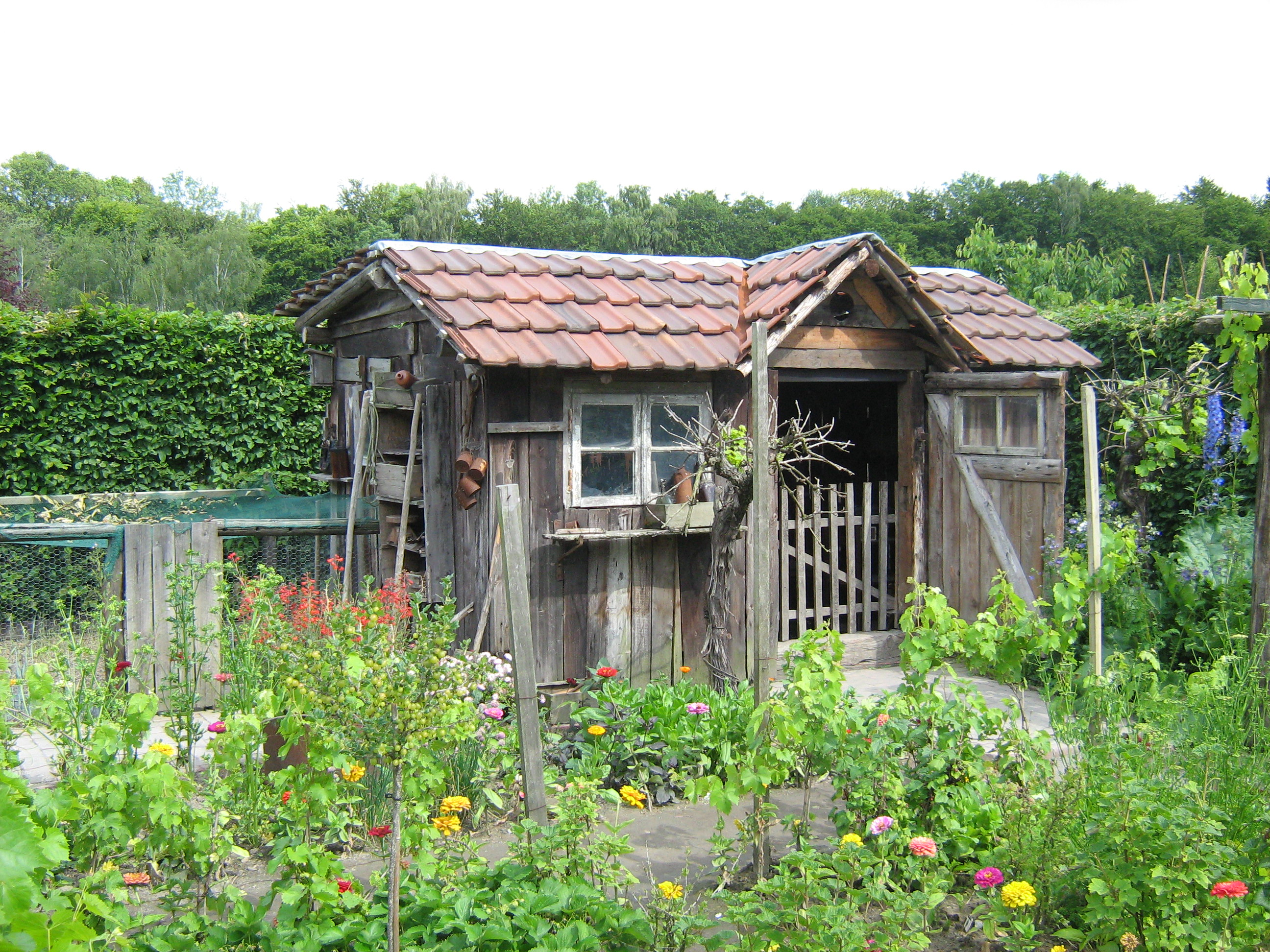
Altes Kleingartenhaus
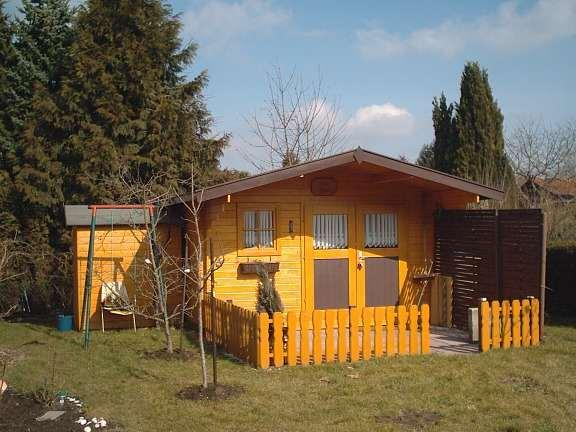
Gartenhaus in Holzbauweise
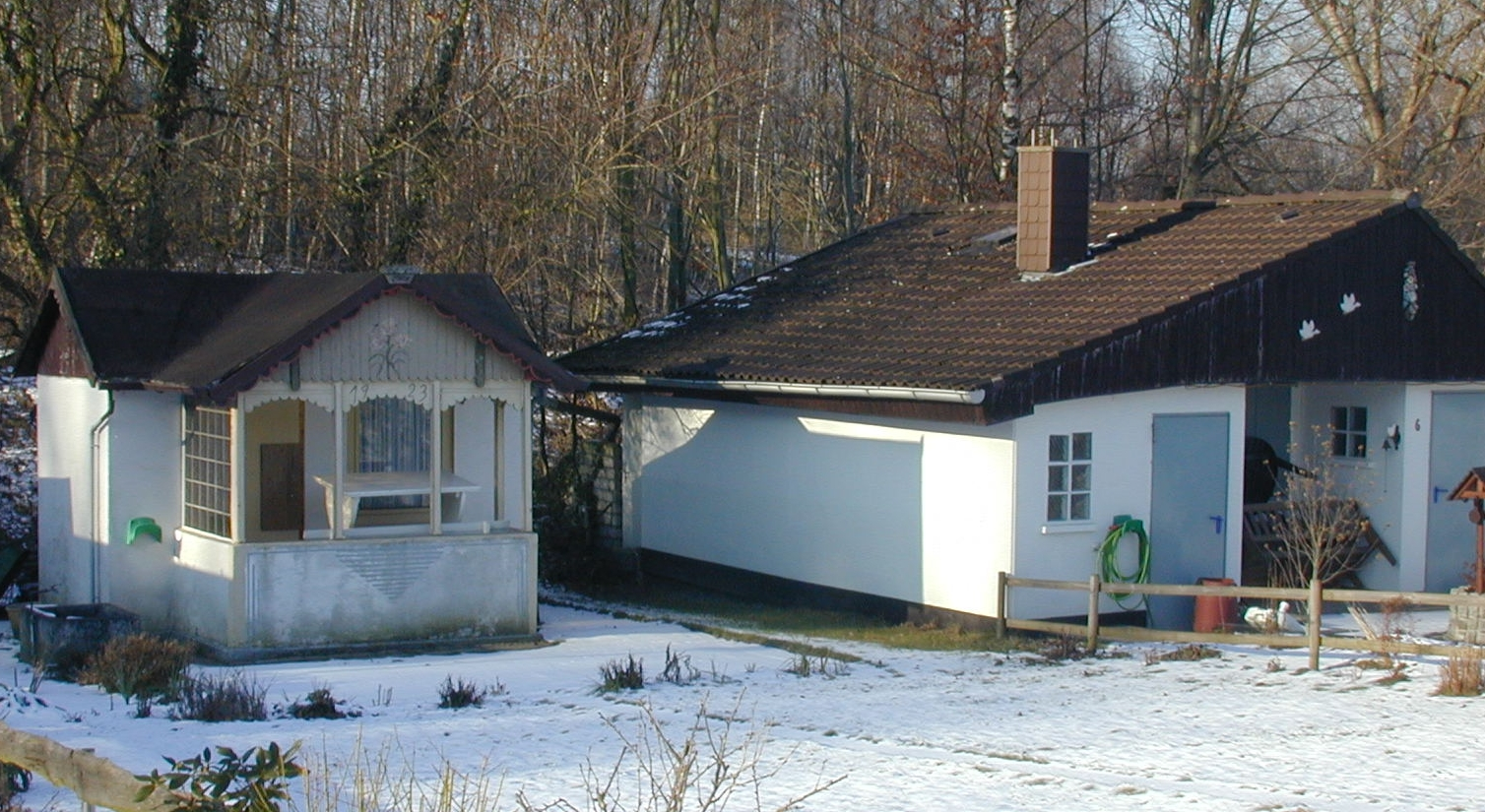
Gartenlauben im Wandel der Zeit
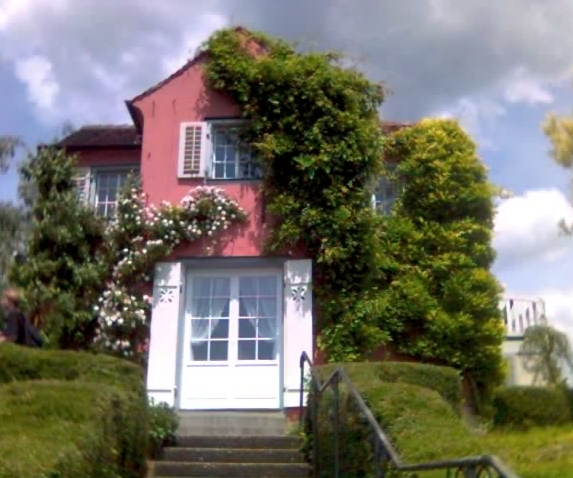
Das Fürstenhäusle in Meersburg
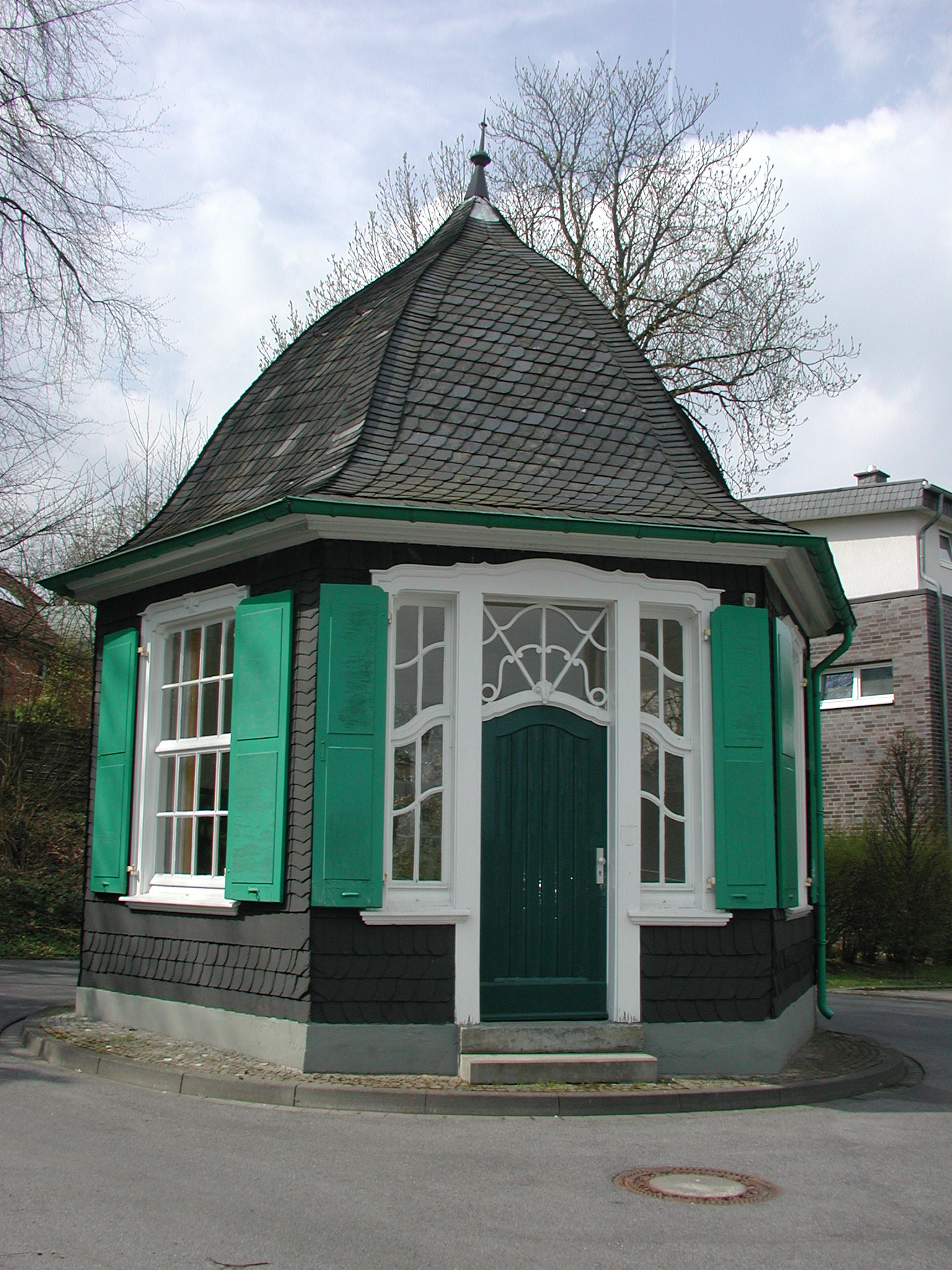
Gartenhaus im Hardtpark Lennep

## Bekannte Gartenhäuser
- Goethes Gartenhaus, Weimar
- Schillers Gartenhaus, Jena
- Grosses Gartenhaus, St. Gallen
- Lincks Gartenhaus, Leipzig
- Gartenhaus (Hannover)